# 1952 Гесбург
1952 Гесбург (1952 Hesburgh) — астероїд головного поясу, відкритий 3 травня 1951 року.
Тіссеранів параметр щодо Юпітера — 3,156.